# Puchar Świata w saneczkarstwie (tory naturalne) 2014/2015
Sezon 2014/2015 Pucharu Świata w saneczkarstwie na torach naturalnych – 23. sezon Pucharu Świata w saneczkarstwie na torach naturalnych. Rozpoczął się 11 grudnia 2014 roku w austriackim mieście Kühtai. Ostatnie zawody z tego cyklu zostały rozegrane 15 lutego 2015 roku na torze w austriackim mieście Umhausen. Rozegranych zostało 6 zawodów w sześciu miejscowościach.
Podczas sezonu 2014/2015 odbyła się jedna ważna impreza w randze seniorów. To Mistrzostwa Świata w Saneczkarstwie na Torach Naturalnych, które zostały rozegrane na torze w austriackim Sankt Sebastian.

## Kalendarz zawodów Pucharu Świata
| Lp. | Data                       | Miejscowość     | Konkurencja                              | 1. miejsce                                                               | 2. miejsce                                                                           | 3. miejsce                                                                           |
| --- | -------------------------- | --------------- | ---------------------------------------- | ------------------------------------------------------------------------ | ------------------------------------------------------------------------------------ | ------------------------------------------------------------------------------------ |
| 1.  | 11–14 grudnia 2014         | Kühtai          | Jedynki kobiet                           | Jekatierina Ławrientjewa                                                 | Greta Pinggera                                                                       | Tina Unterberger                                                                     |
| 1.  | 11–14 grudnia 2014         | Kühtai          | Jedynki mężczyzn                         | Patrick Pigneter                                                         | Florian Clara                                                                        | Florian Breitenberger                                                                |
| 1.  | 11–14 grudnia 2014         | Kühtai          | Dwójki mężczyzn                          | Włochy Patrick Pigneter · Florian Clara                                  | Rosja Aleksandr Jegorow · Piotr Popow                                                | Austria Christoph Regensburger · Dominik Holzknecht                                  |
| 2.  | 2–4 stycznia 2015          | Laas            | Jedynki kobiet                           | Jekatierina Ławrientjewa                                                 | Evelin Lanthaler                                                                     | Sara Bachmann                                                                        |
| 2.  | 2–4 stycznia 2015          | Laas            | Jedynki mężczyzn                         | Patrick Pigneter                                                         | Alex Gruber                                                                          | Thomas Kammerlander                                                                  |
| 2.  | 2–4 stycznia 2015          | Laas            | Dwójki mężczyzn                          | Rosja Aleksandr Jegorow · Piotr Popow                                    | Austria Rupert Brüggler · Tobias Angerer                                             | Włochy Patrick Pigneter · Florian Clara                                              |
| 3.  | 8-11 stycznia 2015         | Deutschnofen    | Jedynki kobiet                           | Jekatierina Ławrientjewa                                                 | Evelin Lanthaler                                                                     | Sara Bachmann                                                                        |
| 3.  | 8-11 stycznia 2015         | Deutschnofen    | Jedynki mężczyzn                         | Alex Gruber                                                              | Anton Blasbichler                                                                    | Patrick Pigneter                                                                     |
| 3.  | 8-11 stycznia 2015         | Deutschnofen    | Dwójki mężczyzn                          | Włochy Patrick Pigneter · Florian Clara                                  | Rosja Aleksandr Jegorow · Piotr Popow                                                | Austria Rupert Brüggler · Tobias Angerer                                             |
| MŚ  |                            | Sankt Sebastian | 15 – 18 stycznia 2015 Mistrzostwa Świata | 15 – 18 stycznia 2015 Mistrzostwa Świata                                 | 15 – 18 stycznia 2015 Mistrzostwa Świata                                             | 15 – 18 stycznia 2015 Mistrzostwa Świata                                             |
| 4.  | 22-25 stycznia 2015        | Unterammergau   | Jedynki kobiet                           | Evelin Lanthaler                                                         | Jekatierina Ławrientjewa                                                             | Tina Unterberger                                                                     |
| 4.  | 22-25 stycznia 2015        | Unterammergau   | Jedynki mężczyzn                         | Michael Scheikl                                                          | Patrick Pigneter                                                                     | Thomas Schopf                                                                        |
| 4.  | 22-25 stycznia 2015        | Unterammergau   | Dwójki mężczyzn                          | Włochy Patrick Pigneter · Florian Clara                                  | Rosja Aleksandr Jegorow · Piotr Popow                                                | Austria Christoph Regensburger · Dominik Holzknecht                                  |
| 5.  | 29 stycznia -1 lutego 2015 | Vatra Dornei    | Jedynki kobiet                           | Jekatierina Ławrientjewa                                                 | Evelin Lanthaler                                                                     | Tina Unterberger                                                                     |
| 5.  | 29 stycznia -1 lutego 2015 | Vatra Dornei    | Jedynki mężczyzn                         | Patrick Pigneter                                                         | Alex Gruber                                                                          | Michael Scheikl                                                                      |
| 5.  | 29 stycznia -1 lutego 2015 | Vatra Dornei    | Dwójki mężczyzn                          | Włochy Patrick Pigneter · Florian Clara                                  | Austria Christoph Regensburger · Dominik Holzknecht                                  | Austria Rupert Brüggler · Tobias Angerer                                             |
| 5.  | 29 stycznia -1 lutego 2015 | Vatra Dornei    | Konkurs drużynowy                        | Włochy Evelin Lanthaler · Alex Gruber · Patrick Pigneter · Florian Clara | Rosja Jekatierina Ławrientjewa · Stanisław Kowszyk · Aleksandr Jegorow · Piotr Popow | Rumunia Nicoleta Burlui · Ciprian Tazlaoanu · Cosmin Codin · Stefan Coubis           |
| 6.  | 12-15 lutego 2015          | Umhausen        | Jedynki kobiet                           | Jekatierina Ławrientjewa                                                 | Evelin Lanthaler                                                                     | Maria Auer                                                                           |
| 6.  | 12-15 lutego 2015          | Umhausen        | Jedynki mężczyzn                         | Patrick Pigneter                                                         | Thomas Kammerlander                                                                  | Alex Gruber                                                                          |
| 6.  | 12-15 lutego 2015          | Umhausen        | Dwójki mężczyzn                          | Włochy Patrick Pigneter · Florian Clara                                  | Rosja Aleksandr Jegorow · Piotr Popow                                                | Austria Rupert Brüggler · Tobias Angerer                                             |
| 6.  | 12-15 lutego 2015          | Umhausen        | Konkurs drużynowy                        | Włochy Evelin Lanthaler · Alex Gruber · Patrick Pigneter · Florian Clara | Austria Maria Auer · Thomas Kammerlander · Rupert Brüggler · Tobias Angerer          | Rosja Jekatierina Ławrientjewa · Stanisław Kowszyk · Aleksandr Jegorow · Piotr Popow |

## Klasyfikacje

### Jedynki kobiet
| Miejsce | Zawodnik                 | Reprezentacja | KUH | LAA | DEU | UNT | VAT | UMH | Punkty |
| ------- | ------------------------ | ------------- | --- | --- | --- | --- | --- | --- | ------ |
| 1.      | Jekatierina Ławrientjewa | Rosja         | 1   | 1   | 1   | 2   | 1   | 1   | 585    |
| 2.      | Evelin Lanthaler         | Włochy        | 4   | 2   | 2   | 1   | 2   | 2   | 500    |
| 3.      | Greta Pinggera           | Włochy        | 2   | 4   | 4   | 5   | 5   | 4   | 375    |
| 4.      | Tina Unterberger         | Austria       | 3   | 6   | 5   | 3   | 3   | 6   | 365    |
| 5.      | Sara Bachmann            | Włochy        | 16  | 3   | 3   | 4   | 4   | 5   | 340    |
| 6.      | Petra Dragičević         | Słowenia      | 5   | 8   | 12  | 9   | 9   | 10  | 243    |
| 7.      | Michaela Maurer          | Niemcy        | 9   | 5   | 6   | 8   | -   | 8   | 228    |
| 8.      | Michelle Diepold         | Austria       | 10  | 12  | 10  | 16  | 6   | 7   | 225    |
| 9.      | Theresa Maurer           | Niemcy        | 8   | 7   | 7   | 10  | 8   | -   | 212    |
| 10.     | Christina Götschl        | Austria       | 6   | 10  | 9   | 7   | 0   | 14  | 196    |
| . . .   |                          |               |     |     |     |     |     |     |        |
| 35.     | Dominika Krupińska       | Polska        | 22  | -   | -   | -   | -   | -   | 19     |

### Mężczyźni
| Miejsce | Zawodnik            | Reprezentacja | KUH | LAA | DEU | UNT | VAT | UMH | Punkty |
| ------- | ------------------- | ------------- | --- | --- | --- | --- | --- | --- | ------ |
| 1.      | Patrick Pigneter    | Włochy        | 1   | 1   | 3   | 2   | 1   | 1   | 555    |
| 2.      | Alex Gruber         | Włochy        | 26  | 2   | 1   | 4   | 2   | 3   | 413    |
| 3.      | Michael Scheikl     | Austria       | 5   | 7   | 4   | 1   | 3   | 4   | 391    |
| 4.      | Florian Clara       | Włochy        | 2   | 6   | 5   | 8   | 5   | 6   | 337    |
| 5.      | Thomas Kammerlander | Austria       | 6   | 3   | dnf | 5   | 4   | 2   | 320    |
| 6.      | Thomas Schopf       | Austria       | 4   | 11  | 15  | 3   | 10  | 8   | 268    |
| 7.      | Anton Blasbichler   | Włochy        | 7   | 5   | 2   | 26  | 6   | 25  | 266    |
| 8.      | Stanisław Kowszyk   | Rosja         | 24  | 4   | 9   | 7   | 7   | 9   | 247    |
| 9.      | Grigorij Bukin      | Rosja         | 11  | 14  | 10  | 10  | 9   | 10  | 209    |
| 10.     | Aleksandr Jegorow   | Rosja         | 12  | 29  | 6   | 9   | 8   | 13  | 205    |
| . . .   |                     |               |     |     |     |     |     |     |        |
| 20.     | Adam Jędrzejko      | Polska        | 23  | -   | 13  | 13  | -   | 12  | 110    |
| 27.     | Damian Waniczek     | Polska        | -   | -   | 14  | 15  | -   | 15  | 80     |
| 30.     | Andrzej Laszczak    | Polska        | -   | -   | 22  | 22  | -   | 19  | 60     |
| 42.     | Mirosław Sojka      | Polska        | 18  | -   | -   | -   | -   | -   | 23     |

### Dwójki mężczyzn
| Miejsce | Zawodnik                                  | Reprezentacja | KUH | LAA | DEU | UNT | VAT | UMH | Punkty |
| ------- | ----------------------------------------- | ------------- | --- | --- | --- | --- | --- | --- | ------ |
| 1.      | Patrick Pigneter Florian Clara            | Włochy        | 1   | 3   | 1   | 1   | 1   | 1   | 570    |
| 2.      | Aleksandr Jegorow Piotr Popow             | Rosja         | 2   | 1   | 2   | 2   | 4   | 2   | 500    |
| 3.      | Christoph Regensburger Dominik Holzknecht | Austria       | 3   | 4   | 4   | 3   | 2   | 5   | 400    |
| 4.      | Rupert Brüggler Tobias Angerer            | Austria       | —   | 2   | 3   | 4   | 3   | 3   | 355    |
| 5.      | Pawieł Porszniew Iwan Łazariew            | Rosja         | 4   | 11  | 6   | 11  | 5   | 4   | 281    |
| 6.      | Tadej Dragičević Petra Dragičević         | Słowenia      | 7   | 6   | 7   | 8   | 6   | 8   | 276    |
| 7.      | Petar Sawow Antoni Stoiczkow              | Bułgaria      | 8   | 8   | 9   | 7   | 7   | 9   | 254    |
| 8.      | Christian Wichan Oliver Schiller          | Niemcy        | -   | 7   | 8   | 9   | 8   | 10  | 205    |
| 9.      | Andrzej Laszczak Damian Waniczek          | Polska        | -   | -   | 5   | 5   | -   | 6   | 160    |
| 10.     | Christoph Knauder Thomas Knauder          | Austria       | 5   | 9   | 12  | 12  | -   | -   | 141    |
| . . .   |                                           |               |     |     |     |     |     |     |        |
| 14.     | Adam Jędrzejko Mirosław Sojka             | Polska        | 6   | -   | -   | -   | -   | -   | 50     |